# Verdades secretas
Verdades Secretas es una exitosa serie de televisión brasileña producida y transmitida por la cadena de televisión TV Globo a las 23:00 horas, entre el 8 de junio y el 25 de septiembre de 2015 con un total de 64 capítulos. Fue la 5ª "novela de las once" exhibida por la emisora.
Escrita por Walcyr Carrasco y María Elisa Berredo, con la colaboración de Bruno Lima Penido, dirigida por Allan Fiterman, Mariana Richard y André Barros, con la dirección general de André Felipe Binder, Natália Grimberg y Mauro Mendonça Filho, también director artístico. 
Protagonizada por Camila Queiroz y Rodrigo Lombardi, coprotagonizada  por Drica Moraes, Guilhermina Guinle, Ana Lúcia Torre y Gabriel Leone, con las participaciones antagónicas de Agatha Moreira, Reynaldo Gianecchini, Grazi Massafera y Marieta Severo.
Verdades secretas fue ganadora en los Premios Emmy Internacional a Mejor Telenovela en noviembre de 2016. En 2020, TV Globo anunció la renovación de la serie para una segunda temporada contando con gran parte del elenco original y prevista a estrenarse en 2021.

## Trama
Fama, poder y dinero. Placer profundo. Pasión pulsante. Frenesí intenso. Situaciones seductoras que pueden ser engañosas, el personaje principal en la historia es Arlette (Camila Queiroz), una linda chica joven menor de edad llena de sueños que llega a São Paulo dispuesta a convertirse en una modelo, pero acaba trabajando como prostituta de lujo para poder ayudar a su familia a salir adelante económicamente.
Golpeada por las necesidades que la vida le impone, no puede evadir las trampas que se le presentan como oportunidades, dejándose llevar en una oscura realidad que la llevara más allá de la pasarela. Aquí es cuando Alex (Rodrigo Lombardi), un poderoso, rico, seductor y experimentado hombre llega a su vida. Ella queda encantada con Alex y él es cautivado por la imponente belleza y naturalidad de Arlette. Tras esto, se manifiesta la obsesión, el engaño, y la traición entre todos los del círculo de Arlette, que luego es conocida como Angel.

## Reparto
| Actor/Actriz           | Personaje                         |
| ---------------------- | --------------------------------- |
| Rodrigo Lombardi       | Alexandre Ticiano (Alex)          |
| Drica Moraes           | Carolina Brito Ticiano            |
| Camila Queiroz         | Arlete Brito Gomes (Angel)        |
| Marieta Severo         | Fanny Richard (Rita de Cássia)    |
| Grazi Massafera        | Larissa Ramos                     |
| Agatha Moreira         | Giovanna Lovatelli Ticiano (Kika) |
| Reynaldo Gianecchini   | Anthony Mariano                   |
| Gabriel Leone          | Guilherme Lovatelli               |
| Rainer Cadete          | Visky                             |
| Guilhermina Guinle     | Pia Lovatelli                     |
| João Vítor Silva       | Bruno Lovatelli Ticiano           |
| Ana Lúcia Torre        | Hilda Brito                       |
| Belio Kutner           | Darlene                           |
| Eva Wilma              | Fábia Mariano                     |
| Genézio de Barros      | Oswaldo                           |
| Felipe Carolis         | Sam Nunes                         |
| Alessandra Ambrósio    | Samia                             |
| Yasmin Brunet          | Stephanie Prates                  |
| Jéssica Córes          | Lyris Monteiro                    |
| Rhaisa Batista         | Mayra Chagas                      |
| Flávio Tolezani        | Roy                               |
| Adriano Toloza         | Igor                              |
| Dida Camero            | Lourdes Lima (Lourdeca)           |
| Fernando Eiras         | Maurice Argent                    |
| Tarcísio Filho         | Rogério Gomes                     |
| Laryssa Dias           | Viviane Gomes                     |
| Mouhamed Harfouch      | Everaldo Ramirio                  |
| Gláucio Gomes          | Robério Sá                        |
| Raphael Sander         | Leo                               |
| Felipe Hintze          | Eziel                             |
| Bella Piero            | Nina                              |
| Pedro Gabriel Tonini   | Edgard                            |
| Nathália Rodrigues     | Estela                            |
| Ana Barroso            | Divanilda Ramos                   |
| Mariana Molina         | Patrícia                          |
| Cristiano Villegas     | Daniel de Freitas                 |
| Giuliano Lafayette     | Caco                              |
| Raphael Ghanem         | Dudu                              |
| Sylbeth Soriano        | Leidiana                          |
| Fernanda Heras         | Eunice                            |
| João Cunha             | Joel                              |
| Maria Eduarda Miliante | Yasmin Gomes                      |
| Yaçanã Martins         | Sabina                            |
| Werles Pajero          | Raulino                           |

Artistas invitados
| Actor/Actriz      | Carácter              |
| ----------------- | --------------------- |
| Kíria Malheiros   | Carolina Brito (Niño) |
| Camila Mayrink    | Belio                 |
| Maurício Branco   | Dante                 |
| Fernanda Tavares  | Como ella misma       |
| Ana Paula Botelho | chambermaid           |
| Alexia Dechamps   | Lídice                |
| Álamo Facó        | Emanoel               |
| Martha Meola      | Silvia                |
| Giulio Lopes      | Renato                |

## Premios y nominaciones
| Año  | Premio                     | Categoría                  | Nominado             | Resultado |
| ---- | -------------------------- | -------------------------- | -------------------- | --------- |
| 2015 | Prêmio Extra de Televisão  | Mejor Telenovela           | Walcyr Carrasco      | Ganador   |
| 2015 | Prêmio Extra de Televisão  | Mejor actor                | Rodrigo Lombardi     | Ganador   |
| 2015 | Prêmio Extra de Televisão  | Mejor actriz               | Marieta Severo       | Ganadora  |
| 2015 | Prêmio Extra de Televisão  | Mejor Actor de Reparto     | Rainer Cadete        | Ganador   |
| 2015 | Prêmio Extra de Televisão  | Mejor actriz de reparto    | Grazi Massafera      | Ganadora  |
| 2015 | Prêmio Extra de Televisão  | Mejor actriz de reparto    | Ágata Moreira        | Nominada  |
| 2015 | Prêmio Extra de Televisão  | Mejor Actriz Joven         | Camila Queiroz       | Ganador   |
| 2015 | Melhores Ano               | Mejor actor de telenovela  | Rodrigo Lombardi     | Nominado  |
| 2015 | Melhores Ano               | Mejor actriz de telenovela | Drica Moraes         | Nominada  |
| 2015 | Melhores Ano               | Mejor actor de reparto     | Rainer Cadete        | Ganador   |
| 2015 | Melhores Ano               | Mejor actriz de reparto    | Grazi Massafera      | Ganadora  |
| 2015 | Melhores Ano               | Mejor actriz joven         | Ágata Moreira        | Nominada  |
| 2015 | Melhores Ano               | Mejor actriz joven         | Camila Queiroz       | Nominada  |
| 2015 | Melhores Ano               | Mejor actor joven          | Gabriel Leone        | Ganador   |
| 2015 | Troféu APCA                | Mejor Telenovela           | Walcyr Carrasco      | Ganador   |
| 2015 | Troféu APCA                | Mejor actriz               | Drica Moraes         | Nominada  |
| 2015 | Troféu APCA                | Mejor actriz               | Grazi Massafera      | Ganadora  |
| 2015 | Troféu APCA                | Mejor actriz               | Marieta Severo       | Nominada  |
| 2015 | Troféu APCA                | Mejor director             | Mauro Mendonça Filho | Ganador   |
| 2016 | Premios Emmy Internacional | Mejor telenovela           | Walcyr Carrasco      | Ganador   |
| 2016 | Premios Emmy Internacional | Mejor actriz               | Grazi Massafera      | Nominada  |

## Transmisión internacional
| Telefe       | Domingos 22.15               | Lunes 14 de enero de 2019 | Domingo 24 de marzo de 2019 |
| Azteca Trece | Lunes a viernes, 22:30-23:30 | 19 de septiembre de 2016  | 11 de noviembre de 2016     |
| Canal 1      | Lunes a viernes, 14:00-15:00 | 22 de octubre de 2018     | 21 de diciembre de 2018     |
| ------------ | ---------------------------- | ------------------------- | --------------------------- |

## Índices
| Horario               | # Eps. | Premiere           | Premiere        | Finale                   | Finale        | Rango | Estación | Valorando media |
| Horario               | # Eps. | Fecha              | Premiere Rating | Fecha                    | Finale Rating | Rango | Estación | Valorando media |
| --------------------- | ------ | ------------------ | --------------- | ------------------------ | ------------- | ----- | -------- | --------------- |
| Lunes—viernes 11:00pm | 64     | 8 de junio de 2015 | 23              | 25 de septiembre de 2015 | 27            | #1    | 2015     | 20              |

- Datos: Q20061668